# Ramón Medina Bello
Ramón Medina Bello (sinh ngày 29 tháng 4 năm 1966), biệt danh El Mencho, là một cựu tiền đạo bóng đá người Argentina và từng thi đấu tại các câu lạc bộ của Argentina và Nhật Bản.
Ông bắt đầu sự nghiệp bóng đá chuyên nghiệp vào năm 1986 ở câu lạc bộ RC de Avellaneda. Năm 1989, ông chuyển sang thi đấu cho River Plate, đội bóng ông chơi cho đến năm 1993. Vào thời điểm đó, ông là tuyển thủ của đội tuyển quốc gia Argentina và giành được Copa América năm 1991 ở Chile. Ông cũng có tên trong đội hình tuyển quốc gia thi đấu tại World Cup 1994.
Năm 1994, Medina Bello đã đến Nhật Bản để thi đấu cho Marinos Yokohama. Cho đến năm 1996, ông trở lại River Plate. Bello đã giải nghệ vào năm 1999 tại Talleres de Córdoba và sau hai năm giải nghệ, ông trở lại thi đấu cho Sportivo Dock Sud, đội bóng khi đó đang chơi ở giải hạng tư Argentina. Năm 2005, ông  chuyển sang chơi cho Juventud Unida, đội bóng cuối cùng trong sự nghiệp cầu thủ của Bello.

## Thống kê sự nghiệp

### Đội tuyển quốc gia
| Đội tuyển bóng đá Argentina | Đội tuyển bóng đá Argentina | Đội tuyển bóng đá Argentina |
| Năm                         | Trận                        | Bàn                         |
| --------------------------- | --------------------------- | --------------------------- |
| 1991                        | 4                           | 0                           |
| 1992                        | 2                           | 1                           |
| 1993                        | 8                           | 4                           |
| 1994                        | 3                           | 0                           |
| Tổng cộng                   | 17                          | 5                           |

### Trận đấu tại World Cup
Medina Bello có 2 lần ra sân tại FIFA World Cup 1994.
- 30 tháng 6 năm 1994: Argentina – Bulgaria 0–2 (vào sân phút thứ 67, thay Leonardo Rodriguez)
- 3 tháng 7 năm 1994: Romania – Argentina 3–2 (vào sân phút thứ 63, thay Roberto Sensini)

## Danh hiệu

### Câu lạc bộ
Racing Club
- Supercopa Sudamericana: 1988

River Plate
- Primera División Argentina: 1990
- Primera División Argentina: 1991 Apertura, 1993 Apertura, 1996 Apertura, 1997 Clausura, 1997 Apertura
- Copa Libertadores de América: 1996
- Supercopa Sudamericana:  1997

Talleres de Cordoba
- Primera B Nacional: 1998

### Quốc tế
Argentina
- Copa América: 1991, 1993